# Konstantín Rakutin
Konstantin Ivanovich Rakutin (rus:Константин Иванович Ракутин), (21 de maig de 1901- 7 d'octubre de 1941) va ser un Major General de l'NKVD.
Nasqué a Vadskogo, a la regió de Nóvgorod. Ingressà a l'Exèrcit Roig el 1919. Participà en la Guerra Civil Russa al 473 d'Infanteria al Front Occidental, i després va ser destinat a l'Extrem Orient.
Cap al 1929 serví amb les tropes frontereres de l'Extrem Orient. El 1931 es graduà a l'Escola Superior de Fronteres, i el 1936, a l'Acadèmia Militar Frunze, donant classes a les escoles militars. El 1938-39 és Cap de les Tropes de Frontera a Belarús. El 1939 és nomenat Cap d'Estat Major de les Tropes de Frontera del KVD de Leningrad; el 1940, General Comandant de les Tropes Frontereres de l'NKVD de Leningrad i des de juliol de 1940, és General Comandant de les Tropes Frontereres de l'NKVD Bàltic.
Participa en la Gran Guerra Patriòtica des de l'inici. Des del 1941 és Cap de Seguretat de la Rereguarda del Front Nord-occidental, participant en les defenses de Liepāja, Tallinn i d'altres ciutats del Bàltic, i és comandant dels Exèrcits 31è i 24è. Sota la seva direcció, els soldats del 24è Exèrcit trenquen el sistema defensiu de l'enemic i alliberen la ciutat de Elnju (els soldats del 24è Exèrcit van convertir-se en el 4t Exèrcit de la Guàrdia.
Va morir el 7 d'octubre de 1941 durant l'Ofensiva de Yelnia. El 1996 les seves restes foren traslladades a Moscou.
El 5 de maig de 1990 va ser nomenat Heroi de la Unió Soviètica a títol pòstum, mitjançant el Decret del President de l'URSS nº.114, per la direcció reeixida de les seves unitats, així com pel seu valor personal i heroisme, unint-se a l'Orde de Lenin que ja tenia.

## Condecoracions
- Heroi de la Unió Soviètica - n. 11.622 (a títol pòstum)
- Orde de Lenin
- Orde de la Guerra Patriòtica de 1a classe (a títol pòstum)
- Orde de l'Estrella Roja
- Medalla del 20è Aniversari de l'Exèrcit Roig